# Bourg (Luisiana)
Bourg es un lugar designado por el censo ubicado en la parroquia de Terrebonne en el estado estadounidense de Luisiana. En el Censo de 2010 tenía una población de 2579 habitantes y una densidad poblacional de 173,48 personas por km².

## Geografía
Bourg se encuentra ubicado en las coordenadas 29°33′49″N 90°36′54″O / 29.56361, -90.61500. Según la Oficina del Censo de los Estados Unidos, Bourg tiene una superficie total de 14.87 km², de la cual 14.62 km² corresponden a tierra firme y (1.64%) 0.24 km² es agua.

## Demografía
Según el censo de 2010, había 2579 personas residiendo en Bourg. La densidad de población era de 173,48 hab./km². De los 2579 habitantes, Bourg estaba compuesto por el 90.69% blancos, el 0.5% eran afroamericanos, el 6.48% eran amerindios, el 0.12% eran asiáticos, el 0% eran isleños del Pacífico, el 0.31% eran de otras razas y el 1.9% pertenecían a dos o más razas. Del total de la población el 1.12% eran hispanos o latinos de cualquier raza.